# Gojače
Gojače é uma vila localizada no município de Ajdovščina na Eslovênia. Possuía uma população estimada de 190 habitantes em 2020.